# Musaranya aquàtica de l'Himàlaia
La musaranya aquàtica de l'Himàlaia (Chimarrogale himalayica) és una espècie de mamífer de la família de les musaranyes que es troba a l'Índia, la Xina, Japó, Laos, Myanmar, Taiwan i el Vietnam.